# بيت الشعوبي (السدة)

تعديل مصدري - تعديل

بيت الشعوبي محلة تابعة لقرية الواطية، التابعة لعزلة بني الحارث بمديرية السدة إحدى مديريات محافظة إب في الجمهورية اليمنية.، بلغ تعداد سكانها 80 حسب تعداد اليمن لعام 2004.